# Marco Siffredi
Marco Siffredi (* 22. Mai 1979 in Chamonix; † 8. September 2002 am Mount Everest, Tibet) war ein französischer Bergsteiger und Extrem-Snowboarder. Er wurde durch die erste vollständige Snowboard-Abfahrt vom Mount Everest im Mai 2001 bekannt. Beim Versuch, dieses Kunststück zu wiederholen, verunglückte er ein Jahr später.

## Leben
Marco Siffredi wuchs als Sohn eines Bergführers in Chamonix am Fuß des Mont Blanc auf. Sein älterer Bruder kam bei einem Lawinenabgang ums Leben, als Marco drei Jahre alt war. Im Laufe seiner Jugend erwarb er drei Berufsdiplome und arbeitete in seinem Heimatort als Maurer, Zimmerer und Klempner.
Anders als die meisten Extremsportler verzichtete der junge Franzose in seiner Karriere auf Sponsorengelder und finanzierte seine Expeditionen weitgehend selbst.
Das Snowboarden erlernte Siffredi erst im Alter von 15 Jahren. Nur ein Jahr später sorgte er 1996 erstmals für Schlagzeilen, als er über die bis zu 55° steile Mallory-Route von der Aiguille du Midi abfuhr. Der Teenager ließ zahlreiche weitere Befahrungen im Mont-Blanc-Massiv folgen, darunter die Snowboard-Erstbefahrung und insgesamt zweite Abfahrt über die bis zu 60° steile Nant-Blanc-Route von der Aiguille Verte. Diese in Begleitung seines Freundes Philippe Forte und des Fotografen René Robert errungenen Leistungen festigten seinen Ruf als einer der besten Extrem-Boarder weltweit. Schon bald wagte sich der Franzose an höhere Berge und bezwang unter anderem die Anden-Gipfel Tocllaraju und Huayna Potosí.

### Mount Everest (2001)

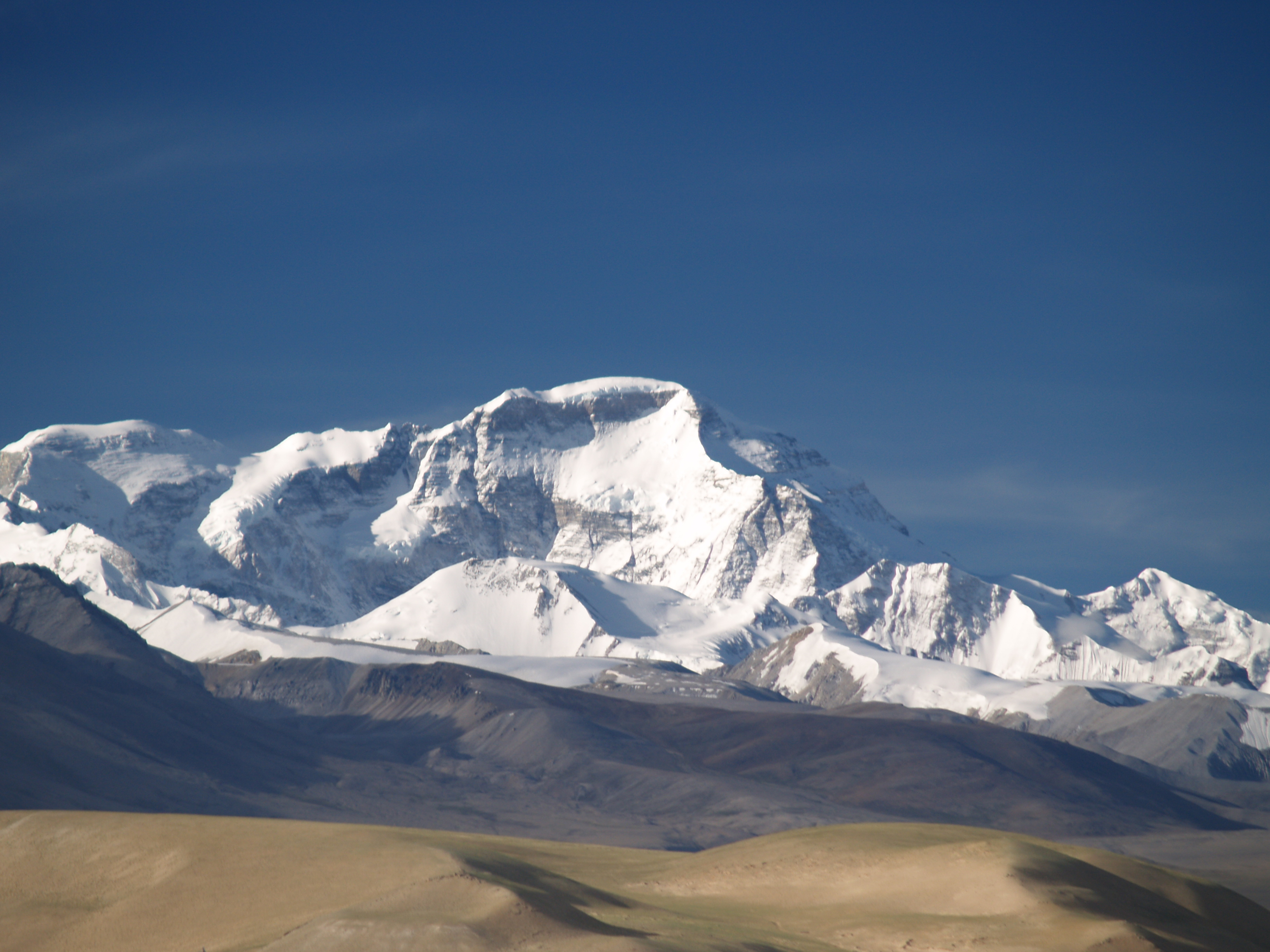
Den Cho Oyu, sechsthöchsten Berg der Erde, befuhr Siffredi 2000.

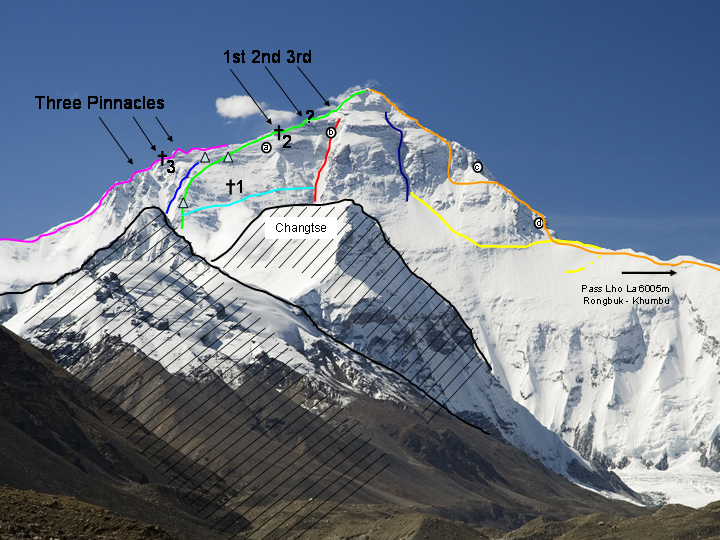
Everest-Nordseite: Das Norton-Couloir (rot) meisterte Siffredi 2001, das Hornbein-Couloir (dunkelblau) wurde ihm 2002 zum Verhängnis.

Nach einer Abfahrt vom Dorje Lhakpa im Herbst 1999 reifte in Marco Siffredi die Idee einer Everest-Befahrung, und er unterrichtete Expeditionsunternehmer Russell Brice von seinem Vorhaben. Im Herbst des Jahres 2000 probte er seinen Rekordversuch am Cho Oyu, dem sechsthöchsten Berg der Erde, ehe er ein halbes Jahr später wieder in die Khumbu-Region aufbrach. Er erreichte den Gipfel des Mount Everest am 23. Mai 2001, einen Tag nach seinem 22. Geburtstag, von der Nordseite aus. Seinen ursprünglichen Plan, durch das Hornbein-Couloir abzufahren, musste er aufgrund der unzureichenden Schneelage verwerfen. Stattdessen wählte er die Variante durch das Norton-Couloir und erreichte das vorgeschobene Basislager nach einer Abfahrt von 2400 Hm nach knapp vier Stunden. Nach dem Slowenen Davo Karničar, der den Everest ein Jahr zuvor auf Skiern bezwungen hatte, wurde Siffredi damit zum ersten Snowboarder, dem dieses Unterfangen glückte. Zwar hatte rund 24 Stunden zuvor der Österreicher Stefan Gatt – im Gegensatz zu Siffredi ohne Sherpas oder zusätzlichen Sauerstoff – die Abfahrt mit Snowboard vollzogen, dabei jedoch die schwierigsten Passagen kletternd überwunden.

### Mount Everest (2002)
Nachdem starker Wind im Herbst 2001 eine Abfahrt vom Shishapangma verhindert hatte, reiste Siffredi im August 2002 erneut nach Tibet. Als Folge des Monsuns erhoffte er sich die zur Befahrung des Hornbein-Couloirs nötige Schneesicherheit. Nach ausgiebiger Akklimatisation im Basislager näherte er sich mit drei Sherpas über das jahreszeitlich bedingt wie ausgestorbene, vorgeschobene Basecamp dem Gipfel. Durch tägliche Anrufe in Chamonix blieb er via Satellitentelefon mit seiner Familie und dem Meteorologen seines Vertrauens verbunden. Am 8. September erreichte das Team nach zwölfstündigem Aufstieg durch teilweise brusthohen Schnee kurz nach 14 Uhr den Gipfel. Obwohl die Sherpas dem erschöpften Siffredi von seinem Vorhaben abrieten, startete er nach einer kurzen Erholungspause, ausgestattet mit einem Rucksack mit Sauerstoffflasche und Abseilausrüstung. Um 15.15 Uhr verschwand er in den Wolken.
Die Sherpas gaben an, wenig später eine Person am North Col, gut 1300 Hm unter sich, gesichtet zu haben. Weil außer Siffredi und ihnen niemand auf dem Berg weilte, waren sie davon überzeugt, den abgestürzten Franzosen gesehen zu haben. Der befreundete Bergführer Olivier Besson hatte Siffredis Fahrt unterdessen mit einem Fernglas vom vorgeschobenen Basislager aus beobachtet, bis er aus seinem Blickfeld verschwunden war. Auf etwa 8500 m verlor sich seine Spur. Eine Theorie zu seinem Verschwinden lautet, dass Marco Siffredi im 45 bis 50° steilen Couloir von einer Lawine erfasst worden sei. Er könnte aber auch den Halt verloren haben und in den kilometerlangen Bergschrund am Fuß der Wand gestürzt sein. Eine groß angelegte Suchaktion wurde nach sechs Tagen eingestellt.
Einen Monat nach seinem Verschwinden fand im tibetischen Basislager eine Gedenkzeremonie statt, an der neben Freunden und Familie Siffredis einige Sherpas teilnahmen. Seine 3500 m höher gelegene Spur war zu diesem Zeitpunkt immer noch sichtbar. Seine Leiche wurde bis heute nicht gefunden.

## Befahrungen
- Aiguille du Midi – Mallory-Route (1996)
- Aiguille du Chardonnet (1996)
- Tocllaraju (Herbst 1998)
- Aiguille Verte – Nant Blanc (17. Juni 1999)
- Dorje Lhakpa (Herbst 1999)
- Huayna Potosí (Juni 2000)
- Cho Oyu (Herbst 2000)
- Mount Everest – Norton-Couloir (23. Mai 2001)